# Hypolimnas otaheitae
Hypolimnas otaheitae är en fjärilsart som beskrevs av Felder 1862. Hypolimnas otaheitae ingår i släktet Hypolimnas och familjen praktfjärilar. Inga underarter finns listade i Catalogue of Life.